# 布施辰治

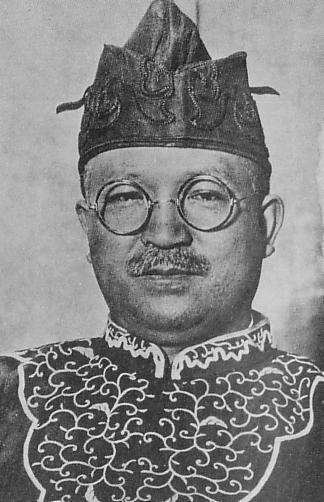
1931年頃の布施辰治

布施 辰治（ふせ たつじ、1880年（明治13年）11月13日 - 1953年（昭和28年）9月13日）は、宮城県出身の弁護士・社会運動家である。日本人として初めて大韓民国建国勲章を受章した。

## 前歴
宮城県牡鹿郡蛇田村（現在の石巻市の一部）の農家に生まれる。少年時代には墨子の兼愛思想に触れ、長じては正教会の洗礼を受け神田ニコライ堂付属の神学校へ入学するなど、若くから平和主義に親しんだが、神学校自体は3か月で退学し、以降は社会運動への参画においてはキリスト教系のトルストイ運動に共感し生涯これを範とし続けたものの、宗教上の立場は結婚を機に妻の信仰である日蓮正宗に改宗した。
初めは東京専門学校（現在の早稲田大学）に入り、次いで明治法律学校（現在の明治大学）に移って1902年に卒業し、22歳で判事検事登用試験に合格、司法官試補となった。その後宇都宮地裁で検事代理として働いたが、ある心中未遂事件の犯人を起訴するに忍びないとして、任官から1年と経たずして司法官試補の職を辞した。

### 弁護士として
検事を退職してからは弁護士となったが、仕事が上手く軌道に乗らず幾つもの弁護士事務所を転々としていた。しかし1917年の被告人死刑とされた事件の鈴ヶ森おはる殺し事件で被告人の無罪を勝ち取ったことから刑事弁護士としての名声が高まり、1920年頃には年に250件の事件を担当し、1日平均4回法廷に立つまでになった。以降、刑事事件の他、多くの労働争議事件や廃娼運動、普選運動などの社会問題にも積極的に関わるようになった。1920年代には三菱財閥地所部の土地整理と借家借地調停法による立ち退かせに対し借家同盟を発起して賃貸人を指導した。
とりわけ名が知られているのは朝鮮独立運動に関する事件の弁護である。戦前は二重橋爆弾事件、朴烈事件、ギロチン社事件、朝鮮共産党事件などの弁護や朝鮮半島や列島での朝鮮人政策についての批判を行い、また戦後も評定河原事件、阪神教育事件、平事件、台東会館事件など朝鮮人が関連した事件の弁護を担当した。このため布施は韓国で高い評価を受けており、2000年2月29日には韓国文化放送の1時間番組「PD手帳」で「発掘　日本人シンドラー布施辰治」と題した放送がなされた。そして2004年には韓国政府から建国勲章愛族章が授与され、布施は日本人として唯一の大韓民国建国勲章受章者となった。
普選運動との関わりから政治研究会や労働農民党の左派に属し、1928年の第1回普通選挙には労働農民党の公認候補として出馬したが落選した。さらに同党が三・一五事件の影響で解党された後も、当時非合法であった日本共産党の弁護人として法廷に立ったが、1929年には弁護活動の「逸脱」を理由に自身が東京控訴院の懲戒裁判所に起訴され、1932年に大審院（現在の最高裁判所）の判決によって弁護士資格が剥奪された。さらに翌年には所属していた日本労農弁護士団が一斉検挙され、布施は被告団のうちで治安維持法違反で実刑判決を受け、千葉刑務所に1年余り下獄した。
戦後、布施は自身が創立に関わった自由法曹団の復活に際しその顧問となった。1949年に三鷹事件が発生した際には、主犯とされた竹内景助が自白を維持していた頃から、その自白は偽りであるとして竹内の無実を主張したが、他の弁護士との衝突が激しくなり弁護団を脱退した。その後、無実を訴え始めた竹内の弁護に乗り出す姿勢も見せていたが、ほどなく1953年9月13日に癌で病死した。
布施は東京都豊島区の常在寺（日蓮正宗）に葬られた。常在寺境内には、彼の座右の銘とされた「生きべくんば民衆とともに、死すべくんば民衆のために」を刻んだ顕彰碑も建立されている。

## 思想
刑事弁護士としては、被告人の納得しない刑罰に道徳的効果はない、死刑とは秩序維持のための国家によるテロである、などの立場から死刑廃止を主張していた。また吉野作造の民本主義に影響を受け、一般民衆の意志の代表としての陪審制を支持した。
平和主義者であったため軍人を嫌ったが、質素と謹厳を旨としていた乃木希典のことは教育者として尊敬していた。
天皇制については廃止されるべきとしていたが、国民に広く支持されているとして制度の人為的な解体をよしとせず、皇統の断絶を待っての自然消滅を望んだ。また昭和天皇個人のことはポツダム宣言の受諾により本土決戦を回避したとして高く評価し、1946年3月1日には皇居前広場で感謝集会を主催している。

## 特技と病
- 検事を辞任して以降に進路に悩んだ一時期は、将棋の棋士を目指したこともあった。最終的にプロ棋士一歩手前の三段まで昇級した[23][24]。
- 先天性の色覚異常を持っていた[25]。

## 著作
- 『君民同治の理想と普通選挙』（布施辰治法律事務所　1917年）
- 『司法機関改善論　噫々刑事裁判の時弊』（布施辰治法律事務所　1917年）
- 『予算案の根本枇評と普通選挙』（布施辰治法律事務所　1918年）
- 『生きんが為に　法廷より社会へ、米騒擾事件の弁論公開』（布施辰治法律事務所　1919年）
- 『普選の実施は果して何時？　如何にして！』（自然社　1923年）
- 『法律上から見た焼跡借地借家権』（自然社　1924年）（借家人同盟会本部編）
- 『急進徹底普選即行』（自然社　1924年）
- 『審くもの審かれるもの』（自然社　1924年）（中西伊之助との共著）
  - 『法廷実話　審く者、審かれる者』（春洋社　1938年）（上書の改題）
- 『復興計画と住宅対策　区画整理と借地借家人､借地借家臨時処理法の解説』（自然社　1925年）
- 『公娼自廃の戦術と法律』（厚生閣書店　1926年）
- 『法律戦線パンフレット1　小作争議の戦術と調停法の逆用』（生活運動社　1928年）
- 『共産党事件に対する批判と抗議』（共生閣　1929年）
- 『無産者モラトリウム論』（共生閣　1929年）
- 『法律戦線パンフレット2　改正民事訴訟法解説　吾等いかに闘ふべきか』（希望閣　1929年）
- 『小作争議法廷戦術教科書』（希望閣　1930年）
- 『法律戦線9巻2号号外　選挙闘争の方向転換と新戦術の展開』（生活運動社　1930年）
- 『死刑囚十一話』（山東社　1930年）
- 『殺人的不景気切ぬけ戦術　無産者モラトリウム論』（大鳳閣書房　1930年）
- 『自治研究講話』（火花社　1930年）
- 『不況対策パンフレット第2集　家賃･解雇手当･借金･揖害賠償･支払命令等と如何に戦ふか』（春陽堂　1930年）
- 『不況対策パンフレット第1集　殺人的下景気の正体暴露とその切抜策』（春陽堂　1931年）
- 『不況対策法律叢書1　家賃･地代にたいする法律戦術　家賃･地代値下をいかに闘ひぬくか』（浅野書店　1931年）
- 『不況対策法律叢書2　借金にたいする法律戦術　借金をいかに闘ひぬくか』（浅野書店　1931年）
- 『不況対策法律叢書3　無尽･保険･月賦･其他の掛金にたいする法律戦術　無尽･保険･月賦･其他の掛金をいかに闘ひぬくか』（浅野書店　1931年）
- 『不況対策法律叢書5　小作争議にたいする法律戦術　小作争議をいかに闘ひぬくか』（浅野書店　1931年）
- 『不況対策法律叢書6　支払命令･仮差押･競売にたいする法律戦術　支払命令･仮差押･競売をいかに闘ひぬくか』（浅野書店　1931年）
- 『不況対策法律叢書4　電澄･ガスにたいする法津戦術　電燈･ガス値下をいかに闘ひぬくか』（浅野書店　1932年）
- 『不況対策法律叢書7　裁判と調停にたいする法律戦術　裁判と調停をいかに闘ひぬくか』（浅野書店　1932年）
- 『不況対策法律叢書8　解雇･退職手当にたいする法津戦術　解雇･退職手当をいかに闘ひぬくか』（浅野書店　1932年）
- 『三陸地方震災罹災者諸君に告ぐ！』（日本労農救援会出版部　1933年）
- 『電澄争議の新戦術』（希望閣　1933年）
- 『獄中の体験を述べる　親愛なる労救の同志諸君に』（日本労農救援会本部書記局　1933年）
- 『法廷実話　審く者、審かれる者』 春洋社、1938年。
- 『運命の勝利者・朴烈』（世紀書房　1946年）（張祥重、鄭泰成との共著[注 3]）
- 『打倒？支持？天皇制の批判、憲法改正（私案）』（新生活運動社　1946年）
- 『住宅の人民管理』（全日本借家人組合中央本部　1949年）
- 『有罪か無罪か、大衆の裁きに訴う　三タカ事件の紙上弁論』（日本労農救援会　1950年）
- 『公安条例の廃止の提唱　一問一答』（公安条例廃止期成同盟　1951年）
- 『布施辰治対話抄集』（布施辰治記念会　1954年）
- 『布施辰治著作集（全16巻と別巻）』（ゆまに書房　2007-08年）（明治大学史資料センター監修）